# روبيكون القابضة
مجموعة روبيكون القابضة ، هي شركة عالمية لإنتاج الترفيه. وتضم المجموعة فريقا من مئات الموظفين في أربعة مواقع: العاصمة عمّان في الأردن، مدينة لوس آنجلوس الأمريكية، مدينة مانيلا في الفلبين إضافةً إلى مدينة دبي في الإمارات. تقوم هذه الشركة بتصميم وتوجيه وإنتاج المحتوى بما في ذلك: الأفلام الروائية، التلفاز، الألعاب، التطبيقات، محتوى ويب، تصميم وتطوير الترفيه الموضوعي، حيازة الملكية الفكرية والترخيص والتجارة.

## خطوط العمل
تعمل مجموعة روبيكان القابضة في أربعة خطوط أعمال متميزة، ضمن الوسائط الصناعية الرقمية التالية:

### RGH للترفيه
الإنتاج والإنتاج المشترك للرسوم المتحركة والأفلام الرئيسية الكاملة.

### RGH للترفيه الموضوعي
للتصميم وإنتاج وتنفيذ مجموعة متنوعة من التجارب الترفيهية التفاعلية ذات الطابع الجذّاب للوجهات السياحية ومشاريع التطوير العقاري والفنادق ومحلات التجزئة، بالإضافة إلى مراكز التسوق والمتاحف والمطاعم.

### RGH للتعليم
للتصميم وإنتاج وتنفيذ محتوى رقمي جديد بما في ذلك K1 إلى 12، والتطوير المهني، والتدريب المهني الافتراضي، ومنتجات المحتوى التعليمي القائم على الألعاب ومحاكاة التدريب المتكاملة للصناعات المتنوعة.

### ألعاب RGH
تصميم وتطوير مجموعة واعدة من الألعاب والتطبيقات من قبل مصممي الألعاب الحائزين على جوائز ومتعددي المواهب للألعاب الرسمية (التطبيقية) والغير رسمية.
وقعت شركة روبيكون عدد من عقود الشراكة الاستراتيجية عام 2010 مع قادة عالميين واقليميين  في قطاعي الإعلام والاتصالات مثل محطة تيرنر للإذاعة وشركة اتصالات. وللتأكيد على هذه الشراكة الجديدة مع إذاعة تيرنر تم الاتفاق على بث مسلسلين من الرسوم المتحركة من إنتاج روبيكون: بن وعصام وطارق وشريين على قناة كارتون نتورك في الشرق الأوسط وشمال افريقيا.
تهدف الشراكة الاستراتيجية مع اتصالات إلى تزويد الشركة بمحتوى تعليمي ترفيهي يستهدف الأجيال الشابة والتي تم تصميمها باللغة الإنجليزية والعربية.
تدير روبيكون أيضًا التراخيص الدولية والترويج لممتلكاتها الفكرية، مثل طارق وشرين وهي أول سلسلة رسوم متحركة ثنائية الأبعاد وتم إنشاؤها حصريًا باللغة العربية، بن و عصام وهو مسلسل كرتون مغامرة ثلاثي الأبعاد. إضافةً إلى النمر الوردي والأصدقاء وهو مسلسل رسوم متحركة ثنائية الأبعاد شارك في اخراجه ستوديو مترو غولدوين ماير والذي يعرض على قناة كارتون نتورك.
- ساعي البريد بات: الفيلم
- بن & إيزي
- النمر الوردي والأصدقاء
- طارق وشرين
- حياة ومغامرات سانتا كلوز
- الوحوش في جيبي
- سفاري غروفر: الطريق للسلامة